# Elizabeth Felton
Lady Elizabeth Felton, contessa di Bristol (18 dicembre 1676 – Londra, 1º maggio 1741), è stata una nobildonna inglese.

## Biografia
Era la figlia di sir Thomas Felton, IV baronetto e di lady Elizabeth Howard.

## Matrimonio
Sposò, il 25 luglio 1695, John Hervey, I conte di Bristol. Ebbero diciotto figli, di cui solo dieci raggiunsero l'età adulta:
- John Hervey, II barone di Hervey Ickworth (15 ottobre 1696-5 agosto 1743), sposò Mary Lepell, ebbero cinque figli;
- Lady Elizabeth Hervey (9 dicembre 1697-1727), sposò Bussy Mansell, IV barone di Margam, non ebbero figli;
- Lord Thomas Hervey (20 gennaio 1699-1775), sposò Anne Coghlan, ebbero un figlio;
- Lord William Hervey (25 dicembre 1699-1776), sposò Elizabeth Ridge, ebbero una figlia;
- Lord Henry Hervey (5 gennaio 1701-?), sposò Catherine Aston, ebbero due figli;
- Lord Charles Hervey (1703-20 marzo 1783), sposò Martha Mary Howard, non ebbero figli;
- Lady Henrietta Hervey (1703-1712);
- Lord Felton Hervey (12 febbraio 1712-18 agosto 1773), sposò Dorothy Ashley, ebbero tre figli;
- Lady Henrietta Hervey (1716-1732).

Ricoprì la carica di lady of the bedchamber della regina Carolina.

## Morte
Morì il 1º maggio 1741 a Londra. È stata sepolta otto giorni dopo a Ickworth, nel Suffolk.

## Ascendenza
|                                    |                                        |                                   | Genitori                         |  |  | Nonni |  |  | Bisnonni                  |  |  | Trisnonni      |  |
|                                    |                                        |                                   |                                  |  |  |       |  |  | Henry Felton, I baronetto |  |  | Anthony Felton |  |
|                                    |                                        |                                   |                                  |  |  |       |  |  | Henry Felton, I baronetto |  |  | Anthony Felton |  |
|                                    |                                        | Elizabeth Grey                    |                                  |  |  |       |  |  | Henry Felton, I baronetto |  |  |                |  |
| Henry Felton, II baronetto         |                                        |                                   |                                  |  |  |       |  |  | Henry Felton, I baronetto |  |  |                |  |
|                                    |                                        | Dorothy Bacon                     | Nicholas Bacon, I baronetto      |  |  |       |  |  |                           |  |  |                |  |
|                                    |                                        | Dorothy Bacon                     | Nicholas Bacon, I baronetto      |  |  |       |  |  |                           |  |  |                |  |
|                                    |                                        | Dorothy Bacon                     | Anne Butts                       |  |  |       |  |  |                           |  |  |                |  |
| Thomas Felton, IV baronetto        |                                        | Dorothy Bacon                     |                                  |  |  |       |  |  |                           |  |  |                |  |
|                                    |                                        | Lionel Tollemache, II baronetto   | Lionel Tollemache, I baronetto   |  |  |       |  |  |                           |  |  |                |  |
|                                    |                                        | Lionel Tollemache, II baronetto   | Lionel Tollemache, I baronetto   |  |  |       |  |  |                           |  |  |                |  |
|                                    |                                        | Lionel Tollemache, II baronetto   | Catherine Cromwell               |  |  |       |  |  |                           |  |  |                |  |
| Susanna Tollemache                 |                                        | Lionel Tollemache, II baronetto   |                                  |  |  |       |  |  |                           |  |  |                |  |
|                                    |                                        | Elizabeth Stanhope                | John Stanhope, I barone Stanhope |  |  |       |  |  |                           |  |  |                |  |
|                                    |                                        | Elizabeth Stanhope                | John Stanhope, I barone Stanhope |  |  |       |  |  |                           |  |  |                |  |
|                                    |                                        | Elizabeth Stanhope                | Margaret MacWilliams             |  |  |       |  |  |                           |  |  |                |  |
| Elizabeth Felton                   |                                        | Elizabeth Stanhope                |                                  |  |  |       |  |  |                           |  |  |                |  |
|                                    | Theophilus Howard, II conte di Suffolk | Thomas Howard, I conte di Suffolk |                                  |  |  |       |  |  |                           |  |  |                |  |
|                                    | Theophilus Howard, II conte di Suffolk | Thomas Howard, I conte di Suffolk |                                  |  |  |       |  |  |                           |  |  |                |  |
|                                    | Theophilus Howard, II conte di Suffolk | Katherine Knyvett                 |                                  |  |  |       |  |  |                           |  |  |                |  |
| James Howard, III conte di Suffolk | Theophilus Howard, II conte di Suffolk |                                   |                                  |  |  |       |  |  |                           |  |  |                |  |
|                                    |                                        | Elizabeth Home                    | George Home, I conte di Dunbar   |  |  |       |  |  |                           |  |  |                |  |
|                                    |                                        | Elizabeth Home                    | George Home, I conte di Dunbar   |  |  |       |  |  |                           |  |  |                |  |
|                                    |                                        | Elizabeth Home                    | Elizabeth Gordon                 |  |  |       |  |  |                           |  |  |                |  |
| Elizabeth Howard                   |                                        | Elizabeth Home                    |                                  |  |  |       |  |  |                           |  |  |                |  |
|                                    |                                        | Edward Villiers                   | George Villiers                  |  |  |       |  |  |                           |  |  |                |  |
|                                    |                                        | Edward Villiers                   | George Villiers                  |  |  |       |  |  |                           |  |  |                |  |
|                                    |                                        | Edward Villiers                   | Audrey Saunders                  |  |  |       |  |  |                           |  |  |                |  |
| Barbara Villiers                   |                                        | Edward Villiers                   |                                  |  |  |       |  |  |                           |  |  |                |  |
|                                    |                                        | Barbara St. John                  | John St. John                    |  |  |       |  |  |                           |  |  |                |  |
|                                    |                                        | Barbara St. John                  | John St. John                    |  |  |       |  |  |                           |  |  |                |  |
|                                    |                                        | Barbara St. John                  | Lucy Hungerford                  |  |  |       |  |  |                           |  |  |                |  |
|                                    |                                        | Barbara St. John                  |                                  |  |  |       |  |  |                           |  |  |                |  |